# Maspie-Lalonquère-Juillacq
Maspie-Lalonquère-Juillacq – miejscowość i gmina we Francji, w regionie Nowa Akwitania, w departamencie Pireneje Atlantyckie.
Według danych na rok 1990 gminę zamieszkiwały 233 osoby, a gęstość zaludnienia wynosiła 22 osób/km² (wśród 2290 gmin Akwitanii Maspie-Lalonquère-Juillacq plasuje się na 944. miejscu pod względem liczby ludności, natomiast pod względem powierzchni na miejscu 1022.).